# Карандаш (рэпер)
Дени́с Никола́евич Григо́рьев (род. 10 марта 1981, Новочебоксарск), более известный под псевдонимом «Каранда́ш» — российский рэп-исполнитель, музыкальный продюсер, аранжировщик, бывший участник рэп-группы «Район моей мечты». Помимо десяти сольных альбомов на счету Дениса также серия авторских подкастов «Профессия: Рэпер», а также работа над музыкальным оформлением фильма «Пыль». Работал руководителем отдела компьютерной графики на телеканале «Россия-1».

## Ранние годы
Денис Григорьев родился 10 марта 1981 года в Новочебоксарске. Когда Денису было 2 года, его родителям дали квартиру в Чебоксарах, и следующие 19 лет он прожил именно там.

## Музыкальные вкусы
По его собственным словам, в школе Карандаш слушал различную модную в то время музыку, отдавая однако предпочтение тем исполнителям, в чьём творчестве были элементы речитатива: MC Hammer, 2 Unlimited. Более того, на двухкассетном магнитофоне он вырезал из песен раздражающие его куплеты с пением и оставлял только «рэп» — получались своеобразные микстейпы.
В провинциальном городе, где жил Карандаш, кассеты с рэп-исполнителями достать было почти невозможно, но однажды его друг принёс в школу один из первых сборников русского рэпа, выпускавшихся «Союзом».

## Карьера
Карьера музыканта началась в середине 1990-х годов в городе Чебоксары в проекте «Party’я», который впоследствии объединился с нижегородским коллективом «Некондиция» в группу «Район моей мечты». Выиграв ряд региональных фестивалей, нижегородско-чебоксарская группа «Район моей мечты» попадает на московский фестиваль Rap Music, где занимает одно из призовых мест, и лейбл «100Pro» выпускает дебютный альбом группы «Гораздо Больше».
Позже Карандаш переезжает в Москву и начинает сольное творчество. Дебютный сольный альбом рэпера «Уценка 99 %» публика встречает тепло, а треки «Я не знаю» и «Я ищу тебя» активно ротируются на региональных радиостанциях и впоследствии на московском радио Next FM.
В 2006 году Григорьев выпускает новый альбом: «Американщина». Альбом продемонстрировал значительный рост Карандаша как саунд-продюсера и исполнителя и получил положительные оценки от музыкальных критиков.
В 2008 году был выпущен четвёртый сольный альбом Дениса «Бедные тоже смеются».
29 октября 2009 года на сайте Rap.Ru состоялась премьера альбома «С другими остаться собой», полностью состоящего из совместных композиций с другими рэп-исполнителями. Также в 2009 году выходит сольный альбом Lenin «Омлет», над которым Карандаш работал с 2007 года: в качестве автора текстов и музыки.
В 2010 году выходит пятый сольный альбом Карандаша «Живи быстро, умри молодым», получивший большое количество положительных отзывов от критиков, охарактеризовавших его как «возможно, лучший альбом Карандаша». По итогам 2010 года, альбом был назван в числе лучших релизов в категории «Русская речь» по версии сайта «Афиша».
C 2010 года Карандаш ведёт серию подкастов «Профессия: Рэпер», в которых совершает обходы звукозаписывающих студий Москвы, Санкт-Петербурга, Нью-Йорка и Нижнего Новгорода. Подкасты публикуются на сайте rap.ru.
5 сентября 2012 года Карандаш выпустил шестой сольный альбом под названием «Американщина 2». В конце того же года музыкант выдвинул претензию к онлайн-магазину iTunes Store, что тот занимался незаконной продажей его альбомов.
В 2014 году участники группы «Район Моей Мечты» — Карандаш, Варчун и Крэк — объединились и выпустили альбом «Короли дискотэк» взяв курс на тот же «смешной рэп», какой они делали до распада группы.
В июне 2015 года был анонсирован выпуск альбома Карандаша с рабочим названием «Мазохист» и выпущен сингл «Дома». В декабре 2015 года артист выпустил седьмой сольный альбом «Монстр», на котором среди гостей отметились давний соратник исполнителя — Lenin и группа «Пицца».
В декабре 2017 года Денис выпустил восьмой сольный альбом «Ролевая Модель» и клип на трек «Розетка».
В начале 2018 года Карандаш объявил об окончании концертной деятельности.
10 августа 2020 года Денис выпускает клип на трек «Голод». Видео было снято в Чебоксарах, а сама песня стала первым синглом с десятого сольного альбома рэпера «Американщина 3».
21 августа 2020 года у Карандаша вышел девятый сольный альбом "Американщина III". В него вошло 15 треков с гостевыми участиями от ЛСП и DoppDopp. Звучание пластинки выдержано в стиле 2000-х годов. В плане лирики рэпер много рассуждает о прошлом, своем положении в русском рэпе, а также мотивирует слушателей никогда не сдаваться и добиваться собственных целей.

## Личная жизнь
С 2000 женат на Екатерине, трое детей: Джейден (2007 г.р), Джаз (2014 г.р.), Дэвид (2022 г.р.)

## Дискография

### Сольные альбомы
- 2003 — «Уценка 99 %»
- 2004 — «Безымянный»
- 2006 — «Американщина»
- 2008 — «Бедные тоже смеются»
- 2010 — «Живи быстро, умри молодым»
- 2012 — «Американщина 2»
- 2015 — «Монстр»
- 2016 — «После шоу» (совместный альбом с Lenin'ым)
- 2017 — «Ролевая модель»
- 2020 — «Американщина III»
- 2021 — «KARAN»
- 2024 — «Дом невысокой культуры»

### В составе группы «Район моей мечты»
- 2001 — «Гораздо больше»
- 2003 — «Молниеносные квазары»
- 2014 — «Короли дискотэк»

### Сборники
- 2009 — «С другими остаться собой» (bootleg)

### Неофициальные релизы
- 2008 — «Ростовщина (vs. Каста)» (неофициальный mash-up микстейп)
- 2008 — «Мои мечты просты» (микс-альбом)
- 2009 — «Бедная американщина» (микс-альбом)
- 2010 — «Чипа vs Карандаш — Американщина [Ремиксы]» (микс-альбом)
- 2010 — «Что тебе надо для любви» (shadowville instrumental)

## Награды
| Год  | Награда      | Номинированная работа | Категория   | Результат |
| ---- | ------------ | --------------------- | ----------- | --------- |
| 2012 | Stadium RUMA | Карандаш              | Артист года | Номинация |
| 2012 | Stadium RUMA | «Я раздам долги»      | Клип года   | Номинация |